# Nação Zumbi
Nação Zumbi (originalmente Chico Science e Nação Zumbi) é uma banda brasileira, nascida no início da década de 1990 na cidade do Recife. Surgiu da união do Loustal, banda de pós-punk, com o bloco de samba-reggae Lamento Negro, liderada pelo vocalista e compositor Chico Science. Ao lado da banda Mundo Livre S/A, foi responsável pela criação do movimento cultural manguebeat. Com Chico Science, gravou apenas dois álbuns, Da Lama ao Caos e Afrociberdelia, ambos discos de ouro, que contaram com participações especiais de grandes nomes da música brasileira, como Gilberto Gil e Jorge Ben Jor, e renderam turnês pelo Brasil, Europa e Estados Unidos. Ambos os álbuns figuram na lista dos cem melhores álbuns brasileiros de todos os tempos da revista Rolling Stone Brasil, em 13° e 18° lugar. Foi eleito pela Associação de Críticos Musicais de São Paulo como o melhor grupo musical brasileiro de 1996. Com sua mistura original de gêneros musicais, é uma das bandas mais influentes da história brasileira.
Em 1997, aos 30 anos, o líder Chico Science faleceu em um acidente de carro. Desde então, a banda é conhecida apenas por Nação Zumbi. Os vocais de Science foram substituídos pelos de Jorge Du Peixe, outro membro da banda. Após o incidente, a Nação Zumbi não obteve mais tanto sucesso comercial, mas mantém uma dedicada base de fãs, lotando shows no Brasil e exterior. Em 2006, apresentou-se no programa de TV britânico Later with Jools Holland, que convida destaques da música de todos os cantos do globo.

## História

### Início, Movimento Mangue e primeiro contrato
No ano de 1991, em Olinda, aconteceu o primeiro show da banda, com o nome provisório de "Loustal & Lamento Negro", numa festa chamada "Black Planet". Neste mesmo ano, Chico Science e Fred Zero Quatro (do grupo Mundo Livre S/A) escreveram um Release, que acabou virando um manifesto do movimento Manguebeat, o "Manifesto dos Caranguejos com Cérebro", que tem como símbolo, uma antena parabólica colocada na lama, tornando-se assim um dos principais movimentos e banda dos anos 90 no Brasil, lutando por melhorias sociais na vida da população, não só do Recife e do Estado de Pernambuco, mas como de todo país.
A presença da tecnologia é uma marca do movimento, que engajava-se para a melhor exploração do mangue, alertando a todos que ali encontra-se os Caranguejos com cérebro, sempre antenados. O grupo se identifica com o movimento estético afrofuturismo, que une elementos africanos e ficção científica.
Em julho de 1993, a banda assinou um contrato de 40 mil dólares com o selo Chaos, uma subsidiária da Sony Music, tendo feito apenas dois shows fora do seu estado natal (um show em Belo Horizonte e outro em São Paulo), e logo em seguida entra em estúdio para gravar seu álbum de estreia, Da Lama ao Caos, lançado em Abril de 1994. De início, as vendas foram modestas, mas com o tempo o disco emplacou, chegando a disco de ouro (100 000 cópias na época) em 1995. O disco seguinte, Afrociberdelia, também conquistou disco de ouro.

### Morte de Chico Science
Chico Science morreu no final da tarde de um domingo do dia 2 de fevereiro de 1997, em um acidente de automóvel quando dirigia o carro de sua irmã do Recife a Olinda. Às 18h30, ele estava sozinho ao volante na estrada quando seu carro se chocou com um poste depois que um outro veículo teria fechado a passagem de seu Uno. Chico ainda foi socorrido por um policial que estava passando num ônibus e o levou ao Hospital da Restauração, mas o jovem cantor e compositor não resistiu e chegou ao hospital morto. O enterro aconteceu na segunda-feira do dia 3 de fevereiro de 1997, no Cemitério de Santo Amaro, localizado no Recife.

### Formações
No início o grupo tinha vários membros temporários, principalmente percussionistas (inclusive Otto já tocou com a banda) e não há informações detalhadas. A formação considerada "original" consistia em Chico Science nos vocais, Lúcio Maia na guitarra e Dengue no baixo (trio da Loustal); Toca Ogan na percussão, Gilmar Bola 8 e Gira nas alfaias (tambores maiores), junto a Canhoto na caixa, eram o coração percussivo do Lamento Negro/Daruê Malungo. Por fim, Jorge completou o time que se consolidou e gravou o primeiro álbum.
Depois da turnê internacional do álbum Da Lama ao Caos em 1995, Canhoto deixou a banda e em seu lugar entrou o baterista Pupillo. Com esse line-up o grupo gravou o seu segundo álbum Afrociberdelia. Dois anos depois, já sem Chico, mas mantendo os membros remanescentes do álbum anterior, sai o CSNZ. Em 2000 o quarto álbum mostra Jorge Du Peixe assumindo integralmente os vocais e Marcos Matias (que já estava presente nos shows desde 1998 e participado do clipe "Malungo") o substitui oficialmente na alfaia. Pouco depois Gustavo da Lua (ex-percussionista do Sheik Tosado) ocupa a vaga de Gira, que havia deixado o grupo.
Foi a composição que mais durou no conjunto, aproximadamente 8 anos.
Em 2011 Marcos Matias sai do grupo sendo sucedido temporariamente por Ramon Lira, filho de Du Peixe. Já em 2014, ano em que a Nação Zumbi retorna de um hiato de dois anos e lança um novo álbum (o segundo autointitulado "Nação Zumbi"), Walace 'Tom' Rocha integra a alfaia e a percussão.
Quase 7 anos após o fim de sua primeira passagem, Marcos Matias volta a fazer parte do grupo.
Entre a saída de Bola 8 e volta de Marcos (pouco mais de dois anos), a banda se apresentou com apenas dois membros nas alfaias. Com o afastamento de Pupillo, Tom Rocha assume a bateria e o fato volta a acontecer.

### Saída de Gilmar Bola 8
No final de 2015, ao sair na imprensa recifense a notícia de que Gilmar Bola 8 estava deixando o Nação Zumbi, ambos trocaram acusações pelas Redes Sociais. O músico afirmou que tinha sido expulso sem motivo aparente e o grupo, por sua vez, alegou, por Nota Oficial no Facebook, problemas internos com o músico.

### Falecimento de Gira
José Givanildo Viana Dos Santos, o Gira, faleceu no dia 14 de junho de 2017 no Hospital Metropolitano Norte Miguel Arraes (HMA) em Paulista (Cidade-Satélite da Região Metropolitana Do Recife) por uma parada cardíaca que teve enquanto estava internado. O músico se encontrava numa situação tanto financeiramente quanto neurologicamente muito difícil e nos últimos meses estava morando em um fiteiro (espécie de barraca de venda de produtos como doces e tabágicos bastante comum na RMR). Em entrevista para o Viver, Gilmar, que era um dos poucos que ainda tinham contato com Gira, disse que soube do falecimento de Gira por telefone.
"Eu gostava muito dele. Eu falava 'Bora tocar, Gira', e ele parecia sempre desanimado. [...] Da última vez que vi Gira, ele tava largado no chão e com feridas no corpo. Eu falava sobre fazer música, mas ele só dizia que não tinha dinheiro. [...] Gira morava em uma espécie de fiteiro. Eu ficava muito chateado com isso, eu até dizia para as pessoas, mas ninguém me ouvia."

### Saída de Pupillo
Pupillo deixou a Nação Zumbi para dedicar-se a carreira de produtor em setembro de 2018.

### Pausa, retorno e saída de Lúcio Maia
Em Abril de 2022, o Nação Zumbi anunciou uma pausa por tempo indeterminado.
Em Abril de 2023, Dengue, em entrevista ao Jornal Do Commercio (Recife), comunicou que o Nação Zumbi está voltando às atividades e focando na produção de novos Singles, porém sem Lúcio Maia.

## Legado
A importância do Nação Zumbi para a musica brasileira e outras ramificações do rock foram comentadas por vários críticos e músicos famosos, entre muitas bandas que citam a influência da banda, como por exemplo Planet Hemp, O Rappa, Charlie Brown Jr, Cordel do Fogo Encantado, Os Paralamas do Sucesso, Mombojó e Otto. Outras bandas influenciadas por Chico Science, são Sepultura (mais especificamente o álbum Roots), Soulfly (Lúcio Maia gravou o primeiro disco da banda), Cássia Eller (intérprete de músicas como Corpo de Lama e Quando a Maré Encher), Fernanda Abreu (álbum Raio X) e Arnaldo Antunes (álbum O Silêncio), Forfun, e muitos outros.

## Discografia

### Com Chico Science no vocal (Chico Science & Nação Zumbi)
- Da Lama ao Caos (1994) —   Ouro
- Afrociberdelia (1996) — *    Ouro[39]

### Com Jorge Du Peixe no vocal (Nação Zumbi)
- CSNZ (1998) — Chaos/Sony Music
- Rádio S.Amb.A. (2000) — YB Music[40]
- Nação Zumbi (2002) — Trama
- Futura (2005) — Trama[41]
- Fome de Tudo (2007) — Deckdisc[42][43][44]
- Nação Zumbi (2014) — SLAP/Som Livre[45]
- Radiola NZ Vol. 1 (2017)[46]

### Álbuns ao vivo
- Propagando ao vivo (2006) — Trama
- Ao Vivo no Recife (2012) — Deckdisc

### Compilações
- Maxximum: Chico Science & Nação Zumbi (2005) — Sony BMG
- Grandes Sucessos: Chico Science & Nação Zumbi (2001) - Sony Music
- 21 Grandes Sucessos: Chico Science & Nação Zumbi (2000) - Chaos

### Participações/Parcerias
- REI, tributo a Roberto Carlos produzido por Roberto Frejat lançado em 1994, regravando a canção "Todos Estão Surdos".
- Fernanda Abreu: Raio X (1997) - participação em "Rio 40 Graus".
- Jorge Ben Jor: Músicas para Tocar em Elevador (1997) - Participação na música "Charles Jr.".
- Pavilhão 9:  Cadeia Nacional (1998) - Participação na música "Bembolado".
- Baião de Viramundo - Tributo a Luiz Gonzaga (2000) - "O Fole Roncou".
- Rock in Rio: Cássia Eller Ao Vivo (2006) - Participação nas músicas "Come Together/Corpo de Lama" e "Quando a Maré Encher"
- Estúdio Coca-Cola - Skank e Nação Zumbi (2007) - Projeto da MTV Brasil em parceria com a Coca-Cola. De Março a Agosto de 2007 promoveu a união de vários artistas. Skank e Nação Zumbi foram a última mistura, e tocaram 9 músicas.
- Mombojó: 11.º Aniversário (2010) - "Justamente"
- Mundo livre S/A vs. Nação zumbi (2013) -  Álbum em que uma banda regrava músicas do outra.
- Lenine: Carbono (2015) - Participação na música "Cupim de Ferro"
- O Baú do Raul – 25 Anos Sem Raul Seixas (2015) - Homenagem a Raul Seixas na música "Conserve seu Medo".
- "Amor" clássico dos Secos & Molhados regravado com a participação de Ney Matogrosso e posteriormente incluída no album (2017) Radiola NZ Vol. 1.

#### Participações em trilhas sonoras
- Telenovela Tropicaliente (1994) - "A Praieira"
- Telenovela Irmãos Coragem (1995) - "A Cidade"
- Baile Perfumado (1997) - "Sangue de Bairro" e "Salustiano Song"
- Caramuru - A Invenção do Brasil (2001) - "Manguetown"
- Deus É Brasileiro (2003) - "Rios, Pontes & Overdrives"
- Amarelo Manga (2003) - "Tempo Amarelo"
- Meu Tio Matou um Cara (2004) - "Barato Total" com Gal Costa
- Quanto Vale ou É por Quilo? (2005) - "Quilombo Groove", "Interlude Zumbi" e "Jornal da Morte"
- Besouro (2009) - "Cordão de Ouro"
- Telenovela Viver a Vida (2009) - Não fazendo parte da trilha sonora oficial, mas em diversos momentos uma versão instrumental de "Sangue de Bairro" foi executada na trama
- Senna (2010) - "Maracatu Atômico" (regravação com Du peixe nos vocais feita exclusivamente para o filme)
- Telenovela Cordel Encantado (2011) - "Maracatu Atômico"
- Telenovela Lado a Lado (2012) - "Inferno"
- O Rebu (2014) - "Banditismo Por Uma Questão de Classe"
- Telenovela Verdades Secretas (2015) - "Um Sonho"
- trilha sonora do Filme "Partes Usadas" (2007)

### Singles
| Ano  | Single                           | Álbum           |
| ---- | -------------------------------- | --------------- |
| 1994 | "Da lama ao caos"                | Da lama ao Caos |
| 1994 | "A Cidade"                       | Da lama ao Caos |
| 1994 | "A Praiera"                      | Da lama ao Caos |
| 1994 | "Samba Makossa"                  | Da lama ao Caos |
| 1996 | "Manguetown"                     | Afrociberdelia  |
| 1996 | "Maracatu Atômico"               | Afrociberdelia  |
| 1998 | "Malungo"                        | CSNZ            |
| 1998 | "CSNZ"                           | CSNZ            |
| 2000 | "Quando a maré Encher"           | Radio S.Amb.A   |
| 2002 | "Blunt of Judah"                 | Nação Zumbi     |
| 2002 | "Meu Maracatu pesa Uma Tonelada" | Nação Zumbi     |
| 2005 | "Hoje, Amanhã e Depois"          | Futura          |
| 2007 | "Bossa Nostra"                   | Fome de Tudo    |
| 2011 | "Fome de Tudo (compacto)"        | Fome de Tudo    |
| 2014 | "Cicatriz"                       | Nação Zumbi     |
| 2014 | "Novas Auroras"                  | Nação Zumbi     |

## Videografia

### DVDs
- Propagando ao vivo (2004) — Trama;
- Ao vivo no Recife (2012) — Deckdisc.

### Videoclipes
- "A Cidade";
- "Maracatu Atômico";
- "Manguetown";
- "Sangue de Bairro";
- "Malungo";
- "Quando a maré Encher";
- "Blunt of Judah";
- "Hoje, Amanhã e Depois";
- "A Ilha";
- "Bossa Nostra";
- "Toda Surdez Será Castigada";
- "Musa da Ilha Grande";
- "Cicatriz";
- "Defeito Perfeito";
- "Um Sonho";
- "Bala Perdida";
- "Refazenda".

(Nota: Por volta de 1993 foram feitos dois clipes amadores, "A Cidade" e "Maracatu de Tiro Certeiro", com as versões demo das respectivas canções.)

## Integrantes

### Formação atual
- Jorge Du Peixe – vocal e sampler (1998–2022, 2023–presente), alfaia (1992–1997);
- Alexandre Dengue – baixo e backing vocals (1992–2022, 2023–presente);
- Toca Ogan – percussão e voz (1992–2022, 2023–presente);
- Marcos Matias – alfaia e percussão adicional (1998–2011, 2018–2022, 2023–presente);
- Gustavo da Lua – alfaia e percussão adicional (2002–2022, 2023–presente);
- Tom Rocha – bateria (2018–2022, 2023–presente), alfaia (2013–2018).
- Neilton Carvalho - Guitarra (2023-presente)

### Ex-integrantes
- Otto – percussão e efeitos (1993);
- Lúcio Maia – guitarra e backing vocals (1992–2022);
- Chico Science (falecido) – vocal (1993–1997);
- Canhoto – caixa (1993–1995);
- Kuki Storlaski – bateria (1995);
- Gira (falecido) – alfaia (1993–2002);
- Ramon Lira - alfaia (2011–2012);
- Gilmar Bola 8 – alfaia e percussão (1993–2015);
- Pupillo – bateria e percussão (1995–2018).